# Miroslav Sklenář
Miroslav Sklenář (* 16. dubna 1970 Přílepy) je český úředník a manažer, v letech 1996–2004 ředitel protokolu Kanceláře prezidenta republiky (Václava Havla a Václava Klause), od roku 2004 zástupce ředitele Magistrátu hlavního města Prahy (za primátora Pavla Béma) a od prosince 2016 do ledna 2018 znovu ředitel hradního protokolu. V mezičase od jara 2015 pracoval i u společnosti China Energy Company Limited (CEFC).

## Kariéra
Miroslav Sklenář studoval obor mezinárodní vztahy a mezinárodní obchod na obchodní fakultě Vysoké školy ekonomické v Praze.
V Kanceláři prezidenta republiky působil od 1. září 1993. Dne 29. února 1996 se stal ředitelem protokolu, jímž zůstal až do 15. ledna 2004.
Od roku 2004 dělal zástupce ředitele Magistrátu hlavního města Prahy pod vedením primátora Pavla Béma. V té době zasedl i ve správních či dozorčích rad několika městských akciových nebo obecně prospěšných společností. Magistrát opustil v roce 2012. Další dva roky působil ve společnosti Eltodo.
Dne 1. července 2014 se opět vrátil do Kanceláře prezidenta republiky, kde měl podle spekulací médií opět vystřídat svého někdejšího nástupce Jindřicha Forejta, jemuž byl zástupcem. V červnu 2015 však z tohoto postu odešel.
Nějaký čas působil jako poradce Jaroslava Tvrdíka ve Smíšené česko-čínské komoře vzájemné spolupráce a v květnu 2016 sekčním ředitelem zahraničních věcí a protokolu China Energy Company Limited (CEFC). Po odvolání Forejta počátkem prosince 2016 byl 8. prosince pověřen řízením odboru protokolu. Funkci zastával do konce ledna 2018, následně se vrátil do čínské CEFC. Novým protokolářem se stal Vladimír Kruliš.